# Гайдамака, Дмитрий Абрамович
Дмитрий Абрамович Гайдамака (настоящая фамилия — Вертепов; 26 января [7 февраля] 1864, Луковская — 9 мая 1936, Днепропетровск) — российский и советский актёр и театральный режиссёр.

## Биография
Родился 26 января (7 февраля) 1864 года в станице Луковская (ныне Северная Осетия).
Один из соратников и учеников М. Л. Кропивницкого.
В 1897—1927 годах — руководитель и актёр украинских трупп; гастролировал по многим городам Украины и России. Работал в Днепропетровском украинском драматическом театре.
Умер 9 мая 1936 года в городе Днепропетровск.

## Семья
Женой была украинская актриса Шостаковская Юлия Степановна. Внук, Пётр Павлович Оссовский — народный художник СССР.